# Nano-termit
Nano-termitul, cunoscut și ca super-termit, este numele comun al unor compozite intermoleculare metastabile, caracterizate printr-o reacție exotermică. Cercetările pentru aplicațiile militare au început în anii '90.